# 马家窑文化马厂类型
马家窑文化马厂类型，又名马家窑文化马厂期，是中国青海省、甘肃省境内发现的、以马厂塬遗址为代表的新石器时代文化，历史年代在距今约2200—2000年的新石器时代至青铜时代之间。一般认为马厂类型属于马家窑文化晚期的一个分支，但亦有学者认为其为独立的马厂文化，或将其与类型相近的马家窑文化半山类型合称为半山—马厂文化。

## 研究历史
马厂类型命名自位于今青海省海东市民和县的马厂塬遗址（亦有说法称是命名自位于今海东市乐都区的马厂沿），该遗址由瑞典考古学家安特生率领的考古团队于1924年在中国西北进行地质考察时发现，并将其所代表的史前文化定义为“马厂类型”，为马家窑文化下的一个分类型。1924年安特生在遗址范围内发现2座墓葬，出土的彩陶包括1件饰以内彩雷纹的陶碗，1件饰以4个大圆圈纹路的小口、广肩双耳瓮，以及2件饰以横竖线条的双耳罐。在其后的盗掘与考察中，出土的陶器许多与前述纹路相似，经碳-14断代，这些陶器的年代约在新石器时代中晚期。中华人民共和国成立后，马厂塬遗址被多次调查，出土了诸多独具特色的陶器碎片，并在1988年入选第三批全国重点文物保护单位。经调查，考古学界认定马厂类型的代表性遗址还包括甘肃省境内石羊河流域的金昌市永昌县鸳鸯池遗址和武威市凉州区磨嘴子墓群等。

## 文化特征
在马厂塬遗址的断面发现有灰层、灰坑、残陶片、石器和骨器等遗物，亦有玉斧、石刀和骨针等生活器具，由此可管窥彼时马厂塬遗址的生活痕迹，迄今考古所发现的马厂类型墓葬居多数地位，而居民区遗址则发现较少。在出土的各类遗物中，彩陶是表征马厂类型文化的主要证据。
马厂类型的陶器器型有彩陶的壶、盆、瓮、罐，以及粗陶的罐等，呈高瘦的小底、大上腹及上移的重心风格。粗陶常饰以绳纹，而彩陶的陶衣以红色、紫色为主，纹饰颜色主要为黑色，亦有红黑相间、黑边红带的色彩，风格上则有圆圈纹、变形蛙纹、菱形纹、平行线纹、连弧纹和方格纹等品类，其中有一件陶罐中刻有一个正在分娩的女性浅浮雕的形象，其下方还有一个类似蛙的变形图案，被学者解释为“蛙”与“娃”谐音，是当时生殖崇拜的象征。
根据出土器件的制作风格随时间的变化，马厂类型的陶器可分为早中晚三期，早期陶器主要为小粗陶及彩陶双耳罐；中期的彩陶数量较多，但双耳罐这一器型有所减少；晚期的彩陶则渐显颓势，数量减少。马厂类型的陶器与半山遗址出土的陶器有相似之处，但绘画上多以粗犷的线条和色彩构图而不追求细腻，材质则较半山遗址陶器更为粗糙，考古学者认为这是当时母系社会濒临解体、图腾崇拜即将消亡的体现，彩陶亦在这一文化变迁的过程中随着机械轮的出现而质量逐渐下降，并逐步为其他陶器和青铜器取代。